# Богуші (Україна)
Богуші́ — село в Україні, у Рівненському районі Рівненської області. Населення становить 1568 осіб.

## Виникнення населеного пункту

#### Походження назви
Перша згадка про Богуші в історичних документах з'явилась в 1629 р. в тарифному переписі. За однією з версій ця назва походить від імені кріпака, який втік від пана і потрапив у село. Люди в селі прийняли його гарно. Його ім'я було Богуш. 
Дізнавшись що він утік від пана, на його честь і назвали село Богуші. Інша версія походження — від імені поміщика Бовша, що прийшов сюди з Волині. Спочатку село називалось Бовгуші (місцеві жителі кажуть Бовші), пізніше — Богуші. Можливо назва села має зв'язок з польським шляхетським родом Богушів. 

#### Розташування села
Село розташоване на лівому березі річки Случ, за 13 км від районного центру м. Березне, за 17 км від залізничної станції Малинськ, та 83 км від обласного центру м. Рівне.

## Історія
У 1629 році в селі Богуші налічувалося 13 димів. Нелегко жилося селянам, адже XVII ст. — це період національного, релігійного, соціального гноблення України збоку польських магнатів. Тому не дивно, що селяни Богушів у 1648 р., об'єднавшись з козаками, громили панські маєтки. Саме в цьому році розпочалася Національно-визвольна війна українського народу під проводом Богдана Хмельницького.
Після трьох поділів Польщі (1772, 1793, 1795 рр.) територія краю, а отже і Богуші, відійшла до складу Російської імперії. З 1798 р. село було населеним пунктом Волинської губернії.
Значна частина населення потерпала від кріпосницької залежності. В 1861 році в Російській імперії було скасоване кріпацтво. 30 липня 1863 року був виданий царський указ про скасування тимчасової залежності селян і запровадження обов'язкового викупу земельних наділів. Викупні платежі зменшилися на 20 %. Після імперських реформ починають виникати хутори, відбувається заселення іноземних колоністів.
За перших 14 років XX ст. особливо великих розмірів досягла еміграція населення нашого краю (в основному селянства). Еміграція відбувалася в двох напрямках: на Далекий Схід і в Америку.
В 1914 році розпочалася Перша Світова війна. Рівненська область знаходилася у прифронтовій зоні і була протягом всієї війни театром воєнних дій. Населення краю відчуло на собі всі її жахи.
1917—1920 рр. — це період спроб встановлення на території краю влади УНР. Однак партія більшовиків намагалася встановити тут радянську владу. В серпні 1920 р. почався наступ польської армії під проводом Ю.Пілсудського. Внаслідок цього з 1920 по 1939 роки край перебував під владою Польщі. З того часу залишилося на території села багато пам'яток: залізобетонні укріплення («обехти»), урочища (Містечко, Щельниця, Панська, Колійка і т.д).
17 вересня 1939 р. на території краю були введені окупаційні радянські війська. Це означало, що СРСР втягнувся в Другу Світову війну. В цей час почалася одна з найбільш страхітливих сторінок нашої історії. 22 червня 1941 р. нацистська Німеччина напала на Радянський Союз. 38 наших односельчан в лавах Червоної Армії змушені були воювали на фронтах за жахливий тоталітарний режим. 30 з них не повернулося. Через село Богуші проходив також партизанський загін Д. Медвєдєва.
В жовтні 1942 року на Волині було створено Українську Повстанську Армію (УПА).
7 березня 1943 року біля цього села 65 упівців, влаштували засідку на радянський партизанський загін Дмитра Медведєва. 
12 червня 2020 року, відповідно до розпорядження Кабінету Міністрів України № 722-р від «Про визначення адміністративних центрів та затвердження територій територіальних громад Рівненської області», увійшло до складу Березнівської міської громади.
19 липня 2020 року, в результаті адміністративно-територіальної реформи та ліквідації Березнівського району, село увійшло до складу Дубенського району.

## Населення
За переписом населення 2001 року в селі мешкало 1 280 осіб. Станом на 01.01.2021 р. - 1292 особи.

### Мова
Розподіл населення за рідною мовою за даними перепису 2001 року
:
| Мова       | Відсоток |
| ---------- | -------- |
| українська | 99,92 %  |
| російська  | 0,08 %   |

## Рельєф
Рельєф території населеного пункту Богуші рівнинний, хоча поза межами села поля розчленовані ярами та балками. Ґрунтові води залягають на глибині більше трьох метрів. Ґрунтоутворюючими породами в населеному пункті є лесовидні суглинки. Територія села безпечна щодо затоплення повеневими водами. Небезпечні геологічні процеси відсутні. Основу ґрунтового покриву складають сірі опідзолені та темно-сірі опідзолені ґрунти.

## Пам'ятки природи
Дуб-старожил. Дуб знаходиться за 1,5 км на північний схід від села Богуші Березнівського району на лівому березі річки Случ. Висота дуба: 25 м, діаметр: 2 м.
Озеро-стариця «Закабай», розташоване у старому руслі річки Случ, омиваючи південно-східну частину села.
Кожен, хто відвідував Богуші, не міг не побачити водойму, яка знаходиться відразу ж біля зупинки. Місцеві жителі називають її «Закабай». Закабай — це покинуте русло річки Случ. В цьому місці річка робила крутий поворот, який в народі називають «Закабай». 
Неподалік крутого берега річки були розташовані селянські оселі. Вода щороку вимивала берег, невпинно наближаючись до садиб. Тому в 1978 р. було проведено роботи по укріпленню берегового схилу: берег було обсаджено вербами і тополями, а схил покрито залізобетонними плитами. Неподалік Закабаю (де розташована теперішня автобусна зупинка) знаходилася школа.

## Культура

### Бібліотека
Богушівська сільська бібліотека була створена у 1948 році на базі хати — читальні Федас Серафіни. Хатою-читальнею завідував Попач Олександр Маркович 1922 року народження. Книг було небагато, які зберігалися у шафі. Активними читачами були священик Москалевич Ф. П., та Ничипорко П. І. У 1950 році хату-читальню було перенесено у контору колгоспу «Більшовик», якою завідувала Дімітрова Ольга Марківна.
З 1952 році бібліотекою завідувала Маслянюкова Ганна Володимирівна.

З 1953 по 1956 рр. — Базалюк Наталія.

У 1957 році бібліотеку було перенесено у клуб. Завідувачкою була Черниш Анастасія.

З 1959 по 1963 рр. — Федас Зіна Яківна.

З 1963 по 1965 рр. — Солод Людмила.

З 1965 по 1969 рр.- Федас Надія завідувала Богушівською бібліотекою і бібліотекою у селі Князівка. Книг було близько 4000,читачів-700.В бібліотеку надходило близько 20 газет та журналів.

У 1970 році завідувала бібліотекою Матвійчук Ганна.

З 1975 по 1984 рр.- Марчук Галина Миколаївна.

З 1985 по 1987 рр. — Радчук Жанна Михайлівна.

З серпня 1987 року бібліотекою завідувала Антонець Лариса Сергіївна. На той час бібліотечний фонд становив 6949 примірників, а читачів 700. Робота бібліотеки проводилась згідно річного плану. При бібліотеці був створений клуб за інтересом «Ерудит».

1988 рік - бібліотекою завідував Антонець І. І.

1989 рік - бібліотекою завідувала Плескач Наталія Романівна
У 1991 році з декретної відпустки вийшла Антонець Лариса Сергіївна.
У 1997 році сільська бібліотека у селі Богуші була закрита, книжковий фонд було передано у Березнівську центральну районну бібліотеку .

Для задоволення інформаційних потреб читачів у селі була шкільна бібліотека, якою завідувала Чмут Ніна Олексіївна.
18 листопада 2002 року була проведена реорганізація бібліотек району у систему публічно-шкільних. Шкільна бібліотека стала працювати у структурі централізованої системи публічно-шкільних бібліотек, яка розміщувалася в приміщенні місцевої ЗОШ.

З 2009 по 2010 роки фонд бібліотеки тимчасово перенесено в приміщення сільського клубу.

10 січня 2011 року відбулося відкриття нового приміщення Богушівської ЗОШ.
На першому поверсі школи у кабінеті № 1 у двох просторих кімнатах розміщено публічно-шкільну бібліотеку. Під час відкриття бібліотеку відвідав Антонець Михайло Якович, виходець із села Богуші, кандидат педагогічних наук, старший науковий співробітник Інституту педагогіки Національної академії педагогічних наук України. Нагороджений знаками «Відмінник освіти України», «За наукові досягнення», «Василь Сухомлинський». Автор понад 150 наукових публікацій. Михайло Яковичякий подарував для бібліотеки власну книгу «Проблеми діяльності вчителя у педагогічній спадщині Василя Сухомлинського».

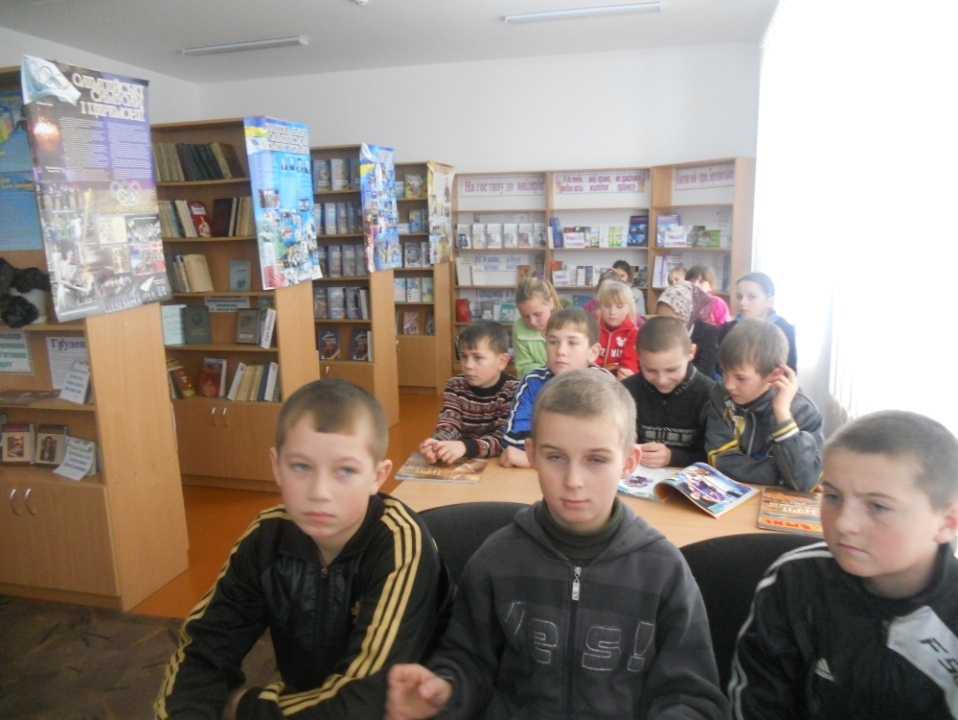
Бібліотечний урок
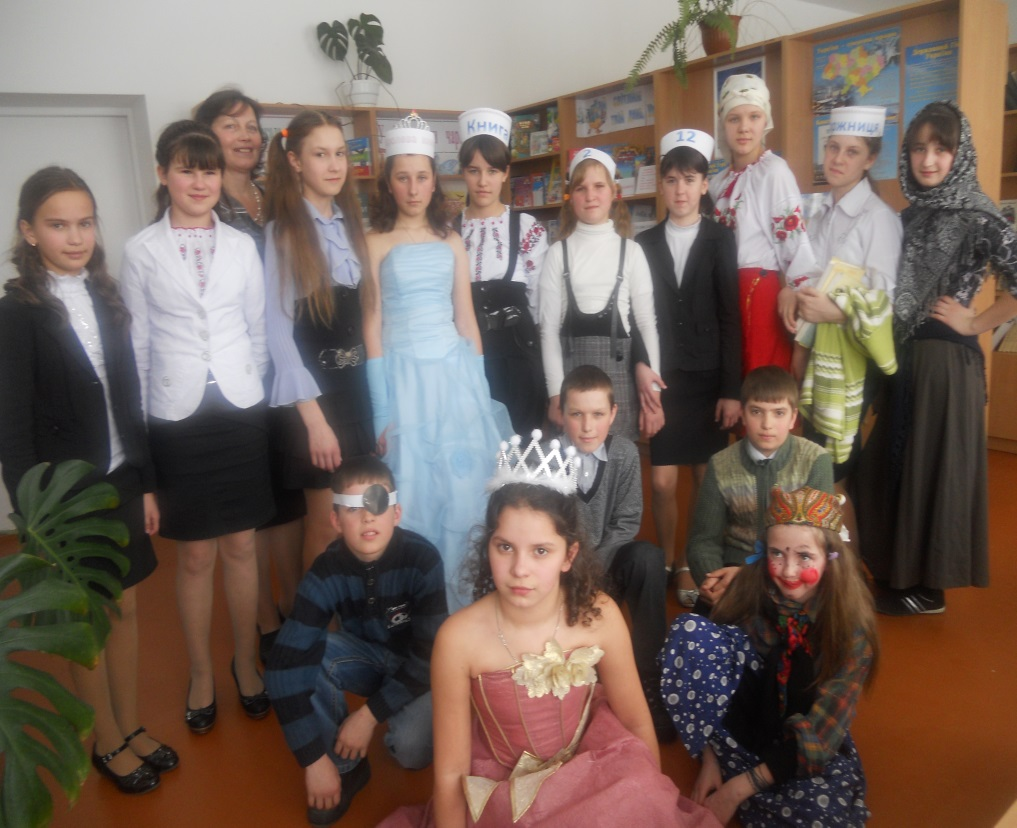
Свято книги у бібліотеці

## Сучасний стан
Станом на 01.01.2015 року територія села Богуші складається з 320 дворів та 1568 жителів. Площа населеного пункту становить 309,9 га. Село електрифіковане, повністю газифіковане, має телефонний зв'язок. Централізоване водопостачання та каналізація відсутні.
На території села діють: школа, ФАП, клуб, кафе, продуктові та продовольчі магазини.

## Відомі люди
- Василець Олександр Кузьмич — герой АТО.[6]
- Василець Андрій Федорович народився у 1911 році в селі Богуші Березнівського району Рівненської області

У 1941 році був призваний на фронт. Андрій Федорович воював у 104-му гвардійському протитанковому полку та 55 частині Червонопрапорної стрілецької дивізії.
У 1944році брав участь у Орловсько-Курській битві, битві за місто Миколаїв, штурмі м.Кенігсберг визволяв Білорусь.
Нагороджений:
Орденом Червоної Зірки,
медаллю «За відвагу»